# Dămășcani, Rîșcani
Dămășcani este un sat din cadrul orașului Costești din raionul Rîșcani, Republica Moldova.

## Demografie

### Structura etnică
Conform recensământului populației din 2004, satul Dămășcani avea 361 de locuitori: 353 de moldoveni/români și 8 ucraineni.